# Акайский сельский округ (Актюбинская область)
Акайский сельский округ (каз. Ақай ауылдық округі) — административно-территориальное образование в Алгинском районе Актюбинской области.

## Населённые пункты
В состав Акайского сельского округа входит 2 села: Акай (624 жителя), Культабан (167 жителей).
Ранее в состав сельского округа входило ныне упразднённое село — Булаксай. Упразднён ввиду малой численности населения.

## Население

### Динамика численности
| Численность населения | Численность населения | Численность населения |
| 1989                  | 1999                  | 2009                  |
| --------------------- | --------------------- | --------------------- |
| 1789                  | ↘1696                 | ↘821                  |

Снижение численности населения за межпереписной период обусловлена оттоком населения в более крупные населённые пункты.

### Численность населения[2][3][1]
| № | Населённый пункт | Перепись населения 1989 | Перепись населения 1999 | Перепись населения 2009 |
| - | ---------------- | ----------------------- | ----------------------- | ----------------------- |
| 1 | с. Акай          | 1244                    | 1229                    | 624                     |
| 2 | с. Культабан     | 290                     | 257                     | 167                     |
| 3 | с. Булаксай      | 255                     | 210                     | 30                      |
|   | Всего            | 1789                    | 1696                    | 821                     |